# Speocera berlandi
Speocera berlandi là một loài nhện trong họ Ochyroceratidae. Loài này phân bố ở Angola.